# 城北信用金庫
城北信用金庫（じょうほくしんようきんこ、英語：JOHOKU SHINKIN BANK）は、東京都北区に本部、荒川区に本店を置く大手信用金庫である。

## 概要
東京都区部（城北地区）及び、埼玉県南部等を主な営業地域とする信用金庫。
1921年（大正10年）5月設立の有限責任王子町信用組合を前身とし、2004年（平成16年）1月、北区に本店を置く王子信用金庫と荒川区に本店を置く太陽信用金庫・荒川信用金庫・日興信用金庫の合併により発足した。王子信用金庫を存続金庫とし、城北信用金庫に名称変更。王子信用金庫本店が本部・王子営業部、荒川信用金庫本店が本店営業部となった。
東京都内に本店を置く信用金庫として、最多の店舗数を有する他、信金中央金庫（信用金庫の系統中央機関）の大口優先出資者である。

## 沿革
- 1921年（大正10年）5月31日 - 東京府北豊島郡王子町（現：東京都北区）の町長を務めた臼倉平十郎を初代組合長として、地元中小商工業者等への金融支援を目的に、産業組合法に基づく有限責任王子町信用組合が設立。
- 1922年（大正11年）7月13日 - 東京府北豊島郡三河島町（現：東京都荒川区）に、産業組合法に基づく有限責任三河島信用組合が設立。
- 1933年（昭和8年）1月21日 - 王子町信用組合が王子信用組合に名称変更。
- 1942年（昭和17年）3月10日 - 三河島信用組合が荒川信用組合に名称変更。
- 1947年（昭和22年）6月23日 - 荒川信用組合が購買利用事業の兼営に伴い、保証責任荒川信用購買利用組合に改組。
- 1949年（昭和24年）
  - 3月29日 - 荒川信用購買利用組合が市街地信用組合法に基づく荒川信用組合に改組。
  - 5月2日 - 王子信用組合が市街地信用組合法に基づき改組。
- 1950年（昭和25年）4月1日 - 中小企業等協同組合法に基づき、王子信用組合と荒川信用組合が信用協同組合として其々改組。
- 1951年（昭和26年）10月20日 - 信用金庫法に基づき、王子信用組合が王子信用金庫、荒川信用組合が荒川信用金庫に其々改組。
- 1964年（昭和39年）6月22日 - 王子信用金庫本店ビル（現：王子営業部）が竣工。
- 1969年（昭和44年）11月17日 - 荒川信用金庫本店ビル（現：本店営業部）が竣工。
- 1997年（平成9年）3月17日 - 王子信用金庫が武蔵野信用金庫（本店：東京都新宿区）と合併。
- 2000年（平成12年）8月7日 - 王子信用金庫が日本信販信用組合（本店：東京都文京区）の事業譲受。
- 2001年（平成13年）2月26日 - 王子信用金庫がわかば信用金庫（本店：東京都中央区）の事業譲受。
- 2004年（平成16年）1月13日 - 王子信用金庫・太陽信用金庫（本店：東京都荒川区）・荒川信用金庫・日興信用金庫（本店：東京都荒川区）の合併により、城北信用金庫が発足。王子信用金庫を存続金庫とし、荒川信用金庫本店が本店登記地となった。
- 2010年（平成22年）3月23日 - 小金井支店を多摩信用金庫へ事業譲渡（多摩信用金庫小金井南口支店として開設）[2]。
- 2022年（令和4年）4月1日 - コンサルティングサービスに特化した子会社「JSパートナーズ株式会社」がサービス提供を開始。

## 店舗・ATM

### 店舗所在地
- 東京都（63店）：北区（12店）、荒川区（8店）、足立区（12店）、葛飾区（5店）、板橋区（4店）、台東区（4店）、練馬区（3店）、豊島区（3店）、墨田区（2店）、江東区（2店）、中央区（2店）、新宿区（2店）、千代田区（1店）、文京区（1店）、大田区（1店）、渋谷区（1店）
- 埼玉県（26店）：さいたま市（4店）、川口市（6店）、草加市（5店）、越谷市（3店）、戸田市（2店）、八潮市（2店）、蕨市（2店）、吉川市（1店）、北葛飾郡（1店）
- 千葉県（1店）：松戸市（1店）

## その他
- 城北地区になじみの深い桜をモチーフにウォームピンクとフレッシュグリーンを用いたシンボルマークを制定している[1]。
- 「Johoku Athletes Club」を創設し、現役アスリートを正職員として雇用。オリンピアン3名（大村朱澄・山田美諭・鈴木沙織）が所属している。
- 埼玉県川口市の蕨支店芝出張所に、県内金融機関初となる店舗内認定保育園を設置（2020年4月）[3]。

## 関連会社
- 城信ビジネスサービス株式会社
- 城信サプライサービス株式会社
- JSパートナーズ株式会社

## テレビ番組
- 日経スペシャル ガイアの夜明け 地域経済を救え!信金マンの闘い（2002年6月9日、テレビ東京）[4]。
- 日経スペシャル カンブリア宮殿「庶民と中小企業の強い味方! 下町信用金庫の街ごと活性化術」（2017年8月3日、テレビ東京） - 城北信用金庫 理事長 大前孝太郎出演[5]。